# Ain’t You Got That Feeling
Ain't You Got That Feeling – singel holenderskiego zespołu Emotional Elvis, wydany we wrześniu 2005, pochodzący z płyty The Way the Morning Broke Was Quite Unusual wydany przez wytwórnię Haring Records.